# Grand Prix WMRA 2003
Navigation
2002 2004
Le Grand Prix WMRA 2003 est la cinquième édition du Grand Prix WMRA, compétition internationale de courses en montagne organisée par l'association mondiale de course en montagne.

## Règlement
Le barème de points est revu par rapport à l'année précédente. Le calcul est identique dans les catégories féminines et masculines. Le score final cumule les 4 meilleures performances de la saison. Pour être classé, un athlète doit participer à au moins trois épreuves.
| Classement | 1er | 2e | 3e | 4e | 5e | 6e | 7e | 8e | 9e | 10e | 11e | 12e | 13e | 14e | 15e | 16e | 17e | 18e | 19e | 20e | 21e | 22e | 33e | 24e | 25e | 26e | 27e | 28e | 29e | 30e |
| ---------- | --- | -- | -- | -- | -- | -- | -- | -- | -- | --- | --- | --- | --- | --- | --- | --- | --- | --- | --- | --- | --- | --- | --- | --- | --- | --- | --- | --- | --- | --- |
| Points     | 100 | 80 | 60 | 50 | 45 | 40 | 36 | 32 | 29 | 26  | 24  | 22  | 20  | 18  | 16  | 15  | 14  | 13  | 12  | 11  | 10  | 9   | 8   | 7   | 6   | 5   | 4   | 3   | 2   | 1   |

## Programme
Le calendrier se compose de six courses.
| Nom de la course                    | Distance               | Dénivelé                  | Pays      | Date            |
| ----------------------------------- | ---------------------- | ------------------------- | --------- | --------------- |
| Borno-Monte Altissimo               | 11 km () / 7 km ()     | +-/700 m () / +/-400 m () | Italie    | 22 juin 2003    |
| Course de montagne du Grossglockner | 13,3 km                | +1 265 m/-150 m           | Autriche  | 20 juillet 2003 |
| Course de Schlickeralm              | 11,2 km                | +1 270 m                  | Autriche  | 3 août 2003     |
| Course du Cervin                    | 14,35 km               | +1 001 m                  | Suisse    | 17 août 2003    |
| Challenge Stellina                  | 14,4 km () / 8,1 km () | +1 630 m () / +820 m ()   | Italie    | 24 août 2003    |
| Course de montagne du Hochfelln     | 8,9 km                 | +1 074 m                  | Allemagne | 5 octobre 2003  |

## Résultats

### Hommes
Le Kényan Paul Kirui, plus habitué aux courses sur route, s'impose à la surprise générale lors de la course Borno-Monte Altissimo. Il devance de plus d'une minute trente, le futur champion d'Europe Marco Gaiardo. Emanuele Manzi complète le podium. Absent de la première manche, Jonathan Wyatt s'impose ensuite au Grossglockner devant Marco Gaiardo et Martin Cox. La Course de Schlickeralm voit à nouveau le duo Wyatt-Gaiardo occuper les deux premières marches du podium. Le Tchèque Robert Krupička le complète. Le Néo-Zélandais décroche la victoire à la course du Cervin en établissant le record du parcours en 1 h 1 min 59 s avec une impressionnante marge d'avance de plus de cinq minutes sur l'Allemand Helmut Schiessl. Le podium est complété par le Tchèque Jan Bláha. Wyatt poursuit sa domination en s'imposant à Stellina. Krupička parvient à s'interposer entre lui et l'Italien Gaiardo. Avec ses quatre précédentes victoires, Jonathan Wyatt a déjà remporté le Grand Prix avec un score parfait,. Il termine néanmoins sa saison comme il l'avait commencé, avec une victoire à la course de montagne du Hochfelln. Marco Gaiardo termine encore deuxième et se classe également deuxième du Grand Prix. Le podium est complété par Helmut Schiessl qui se classe cinquième. Robert Krupička termine cinquième de la course et troisième du Grand Prix.
| Course                              | Vainqueur      | Deuxième        | Troisième       |
| ----------------------------------- | -------------- | --------------- | --------------- |
| Borno-Monte Altissimo               | Paul Kirui     | Marco Gaiardo   | Emanuele Manzi  |
| Course de montagne du Grossglockner | Jonathan Wyatt | Marco Gaiardo   | Martin Cox      |
| Course de Schlickeralm              | Jonathan Wyatt | Marco Gaiardo   | Robert Krupička |
| Course du Cervin                    | Jonathan Wyatt | Helmut Schiessl | Jan Bláha       |
| Challenge Stellina                  | Jonathan Wyatt | Robert Krupička | Marco Gaiardo   |
| Course de montagne du Hochfelln     | Jonathan Wyatt | Marco Gaiardo   | Helmut Schiessl |

### Femmes
Antonella Confortola s'impose aisément à la course Borno-Monte Altissimo avec plus de deux minutes d'avance sur sa compatriote Ornella Ferrara. La Polonaise Izabela Zatorska remporte la victoire à la course de montagne du Grossglockner. Elle devance la Tchèque Anna Pichrtová et la Suissesse Daniela Gassmann. Izabela double ensuite la mise à Schlickeralm. Antonella Confortola et Daniela Gassmann complètent le podium. La Polonaise Zatorska continue sa domination en remportant la Course du Cervin. Elle devance les Suissesses Daniela Gassmann et Carolina Reiber. En l'absence d'Izabela Zatorska, c'est Antonella Confortola qui remporte le Challenge Stellina,. La coupe se joue entre Antonella Confortola et Izabela Zatorska, avec un petit avantage à la Polonaise. Cependant, Antonella est la plus rapide sous la neige du Hochfelln et remporte la victoire et le classement. Daniela Gassmann termine entre les favorites et se classe troisième. Troisième sur le podium, Izabela Zatorska se classe deuxième du Grand Prix.
| Course                              | Vainqueur            | Deuxième             | Troisième         |
| ----------------------------------- | -------------------- | -------------------- | ----------------- |
| Borno-Monte Altissimo               | Antonella Confortola | Ornella Ferrara      | Monica Bottinelli |
| Course de montagne du Grossglockner | Izabela Zatorska     | Anna Pichrtová       | Daniela Gassmann  |
| Course de Schlickeralm              | Izabela Zatorska     | Antonella Confortola | Daniela Gassmann  |
| Course du Cervin                    | Izabela Zatorska     | Daniela Gassmann     | Carolina Reiber   |
| Challenge Stellina                  | Antonella Confortola | Monica Bottinelli    | Angela Serena     |
| Course de montagne du Hochfelln     | Antonella Confortola | Daniela Gassmann     | Izabela Zatorska  |

## Classements
| Rang          | Nom             | Course 1 | Course 2 | Course 3 | Course 4 | Course 5 | Course 6 | Points |
| ------------- | --------------- | -------- | -------- | -------- | -------- | -------- | -------- | ------ |
| Médaille d'or | Jonathan Wyatt  |          | 100      | 100      | 100      | 100      | 100      | 400    |
| 2             | Marco Gaiardo   | 80       | 80       | 80       |          | 60       | 80       | 320    |
| 3             | Robert Krupička |          | 50       | 60       |          | 80       | 45       | 235    |
| 4             | Jan Bláha       |          | 45       | 50       | 60       |          | 50       | 205    |
| 5             | Helmut Schiessl |          |          | 40       | 80       |          | 60       | 180    |
| 6             | Martin Cox      | 11       | 60       | 45       |          | 18       | 4        | 134    |

| Rang          | Nom                  | Course 1 | Course 2 | Course 3 | Course 4 | Course 5 | Course 6 | Points |
| ------------- | -------------------- | -------- | -------- | -------- | -------- | -------- | -------- | ------ |
| Médaille d'or | Antonella Confortola | 100      |          | 80       |          | 100      | 100      | 380    |
| 2             | Izabela Zatorska     |          | 100      | 100      | 100      |          | 60       | 360    |
| 3             | Daniela Gassmann     |          | 60       | 60       | 80       |          | 80       | 280    |
| 4             | Veronika Jurišić     |          | 45       | 40       | 45       | 50       | 36       | 180    |
| 5             | Ľudmila Melicherová  |          | 32       | 50       | 36       |          | 50       | 168    |
| 6             | Marion Kapuscinski   | 32       | 36       | 32       |          | 40       | 40       | 148    |